# Liste der Nummer-eins-Hits in Norwegen (2024)
Diese Liste der Nummer-eins-Hits basiert auf der offiziellen norwegischen Topplista (Top 40 Singles und Alben) im Jahr 2024, veröffentlicht durch IFPI Norge.

## Singles
| ← 2023 ← | Liste der Nummer-eins-Hits in Norwegen | Liste der Nummer-eins-Hits in Norwegen                          | Liste der Nummer-eins-Hits in Norwegen | 2025 → |
| \| Zeitraum \| Wo. ges. \| Interpret \| Titel Autor(en) \| Zusätzliche Informationen \| \| (Zeitraum, Wochen auf Platz eins, Interpret, Titel, Autor[en], zusätzliche Informationen) \| \| \| \| \| \| ----------------------------------------------------------------------------------------- \| -------- \| --------------------------------------------------------------- \| ------------------------------------------------------------------------------------------------------------------------------------------------------------------------------------------------------------------------------------------- \| -------------------------------------------------------------------------------------------------------------------------------------------------------- \| \| 1. Woche 1 Woche (insgesamt 10) \| 10 \| DJ MøMø feat. Kjartan Lauritzen \| Badebussen Anders Stien Nilsen, Per Àki Sigurdsson Kvikne \| – \| \| 2. Woche 1 Woche \| 1 \| Ramón \| Wow Tom Stræte Lagergren, Louise Margareta Lindberg, Aron Hans Bergerwall Gedin \| Matoma und Emma Steinbakken hatten 2020 mit dem Lied einen kleineren Hit, das Cover entstand im Rahmen von Hver gang vi møtes \| \| 3. Woche 1 Woche \| 1 \| Broiler & Beathoven \| Når du slår ut håret blir jeg slått ut Jonas Gard Sten Andersen, William Fredriksen, Johannes Andres Knudsen, Ivar Christian Johansen \| – \| \| 4. Woche 1 Woche \| 1 \| Fjellrev feat. Roc Meiniac \| Jeg vil ha (Parlamentet) Dennis Kiil, Henrik Meinich, Simen Hovde Seppelæ \| – \| \| 5. Woche 1 Woche \| 1 \| Kygo & Ava Max \| Whatever Jonah Seth Rawitz, Cleo Jade Tighe, Roland Max Spreckley, Patrick Joseph Martin I., Kyrre Gørvell-Dahll, Amanda Ava Koci, Shakira Isabel Mebarak Ripoll, Gloria María Estefan, Timothy C. Mitchell \| – \| \| 6.–8. Woche 3 Wochen (insgesamt 4) \| 4 \| Benson Boone \| Beautiful Things Benson James Boone, Evan Robert Eliiot Blair, Jackson Lafrantz Larsen \| – \| \| 9.–12. Woche 4 Wochen \| 4 \| VC Barre feat. Golfklubb, Pablo Paz, Takenoelz & Kristin Amparo \| Soldat (Rmx) Noel Nebiyu Bogale, Pablo Andres Silva, Baran Çelik, Albin Johnsén, Kristin Amparo Victoria Sundberg, Victor Gustav Bolander, Mattias David Andréasson, Hallvard Sand Gimming, Frikk Lien Villard, Oscar Bergaard, Ludvik Haug \| Der Nummer-eins-Hit aus Schweden wird nach einem halben Jahr mit Beteiligung des norwegischen Electronic-Trios Golfklubb auch im Nachbarland ein Tophit. \| \| 13. Woche 1 Woche (insgesamt 4) \| 4 \| Benson Boone \| Beautiful Things Benson James Boone, Evan Robert Eliiot Blair, Jackson Lafrantz Larsen \| – \| \| 14.–16. Woche 3 Wochen \| 3 \| Søte og Rare Gutter feat. Mannschaft \| Bærum Bitches (Mannschaft) Gunnar Stokke Kjeldsen, Mikael Foss Andersen \| – \| \| 17. Woche 1 Woche \| 1 \| Hozier \| Too Sweet Stuart Daniel Johnson, Daniel Nathan Krieger, Daniel Tannenbaum, Sergiu Adrian Gherman, Peter C. Gonzales, Andrew John Hozier-Byrne, Tyler Reese Mehlenbacher \| – \| \| 18. Woche 1 Woche \| 1 \| Undergrunn \| Tenke sjæl Gabriel Doria, Jo Almaas Marstein, Jon Ranes, Marcos de Medina-Rosales Haugestad, Sverre Skogheim Gudmestad, Patrick Bakkeng, Trond-Viggo Torgersen, George Keller \| – \| \| 19. Woche 1 Woche (insgesamt 3) \| 3 \| Shaboozey \| A Bar Song (Tipsy) Chibueze Collins Obinna, Nevin Sastry, Sean Cook, Jerrel C. Jones, Joe Anthony Kent, Mark Allen Williams \| – \| \| 20. Woche 1 Woche \| 1 \| Post Malone feat. Morgan Wallen \| I Had Some Help Austin Richard Post, Louis Russell Bell, Ashley Glenn Gorley, Jonathan Joseph Hoskins, Ernest Keith Smith, Ryan Vojtesak, Morgan Cole Wallen, Chandler Paul Walters \| – \| \| 21.–22. Woche 2 Wochen (insgesamt 3) \| 3 \| Shaboozey \| A Bar Song (Tipsy) Chibueze Collins Obinna, Nevin Sastry, Sean Cook, Jerrel C. Jones, Joe Anthony Kent, Mark Allen Williams \| – \| \| 23.–24. Woche 2 Wochen \| 2 \| Eminem \| Houdini Anne Jennifer Dudley, Jeffrey Irwin Bass, Kevin Dean Bell, Malcolm Robert Andrew McLaren, Marshall Bruce Mathers III, Steven Haworth Miller, Trevor Charles Horn \| – \| \| 25. Woche 1 Woche \| 1 \| Sabrina Carpenter \| Please Please Please Amy Rose Allen, Jack Michael Antonoff, Sabrina Annlynn Carpenter \| – \| \| 26.–30. Woche 5 Wochen \| 5 \| Rakkere \| 24/7 Henriette Sandberg Motzfeldt, Anne Catharina Stoltenberg, Maxwell Jackson Ravitz, Edward John Russell, Thomas Benson Russell \| – \| \| 31.–33. Woche 3 Wochen \| 3 \| Ballinciaga \| Sigg Mikkel Brunvatne Henriksen, Thomas Alexander Strandskogen, Victor Karlsen Klæbo \| – \| \| 34.–35. Woche 2 Wochen \| 2 \| Annika \| Så længe jeg er sexy Annika Wedderkopp, Samuel Ledet Olsen \| – \| \| 36. Woche 1 Woche (insgesamt 6) \| 6 \| Lady Gaga & Bruno Mars \| Die with a Smile Andrew Wotman, Dernst Emile, James Edward Fauntleroy II, Stefani Joanne Angelina Germanotta, Peter Gene Hernandez \| – \| \| 37. Woche 1 Woche \| 1 \| Stig Brenner & Arif Murakami \| Let’s Go Hampus Alexander Bergh, Stig Joar Haugen, Arif Nassor Salum, Benjamin Folkvord Pedersen \| – \| \| 38.–42. Woche 5 Wochen (insgesamt 6) \| 6 \| Lady Gaga & Bruno Mars \| Die with a Smile Andrew Wotman, Dernst Emile, James Edward Fauntleroy II, Stefani Joanne Angelina Germanotta, Peter Gene Hernandez \| – \| \| 43. Woche 1 Woche \| 1 \| Golfklubb feat. Dizzy (prod. Philippe) \| Sees igjen Hallvard Sand Gimming, Frikk Lien Villard, Oscar Berggaard, Ludvik Haug, Salieu Eriksson Mbye, Phillip Dadzie \| – \| \| 44.–46. Woche 3 Wochen \| 3 \| Marstein feat. Annika \| Sammen Annika Wedderkopp, Håkon Brevig Ingvaldsen, Jo Almaas Marstein, Omar Mohammed Ahmed \| – \| \| 47.–48. Woche 2 Wochen \| 2 \| Delara \| Siste dans Synne Vorkinn, Sindre Hotvedt, Jane Kelly, Thomas Meyer Kongshavn, Amanda Delara Nikman \| – \| \| 49.–52. Woche 4 Wochen (insgesamt 15) \| 15 \| Sia \| Snowman Sia Kate Furler, Gregory Allen Kurstin \| – \| |                                        |                                                                 | | |
| ← 2023 |                                        |                                                                 | | → 2025 → |
| Zeitraum | Wo. ges.                               | Interpret                                                       | Titel Autor(en) | Zusätzliche Informationen |
| (Zeitraum, Wochen auf Platz eins, Interpret, Titel, Autor[en], zusätzliche Informationen) |                                        |                                                                 | | |
| 1. Woche 1 Woche (insgesamt 10) | 10                                     | DJ MøMø feat. Kjartan Lauritzen                                 | Badebussen Anders Stien Nilsen, Per Àki Sigurdsson Kvikne | – |
| 2. Woche 1 Woche | 1                                      | Ramón                                                           | Wow Tom Stræte Lagergren, Louise Margareta Lindberg, Aron Hans Bergerwall Gedin | Matoma und Emma Steinbakken hatten 2020 mit dem Lied einen kleineren Hit, das Cover entstand im Rahmen von Hver gang vi møtes                            |
| 3. Woche 1 Woche | 1                                      | Broiler & Beathoven                                             | Når du slår ut håret blir jeg slått ut Jonas Gard Sten Andersen, William Fredriksen, Johannes Andres Knudsen, Ivar Christian Johansen | – |
| 4. Woche 1 Woche | 1                                      | Fjellrev feat. Roc Meiniac                                      | Jeg vil ha (Parlamentet) Dennis Kiil, Henrik Meinich, Simen Hovde Seppelæ | – |
| 5. Woche 1 Woche | 1                                      | Kygo & Ava Max                                                  | Whatever Jonah Seth Rawitz, Cleo Jade Tighe, Roland Max Spreckley, Patrick Joseph Martin I., Kyrre Gørvell-Dahll, Amanda Ava Koci, Shakira Isabel Mebarak Ripoll, Gloria María Estefan, Timothy C. Mitchell                                 | – |
| 6.–8. Woche 3 Wochen (insgesamt 4) | 4                                      | Benson Boone                                                    | Beautiful Things Benson James Boone, Evan Robert Eliiot Blair, Jackson Lafrantz Larsen | – |
| 9.–12. Woche 4 Wochen | 4                                      | VC Barre feat. Golfklubb, Pablo Paz, Takenoelz & Kristin Amparo | Soldat (Rmx) Noel Nebiyu Bogale, Pablo Andres Silva, Baran Çelik, Albin Johnsén, Kristin Amparo Victoria Sundberg, Victor Gustav Bolander, Mattias David Andréasson, Hallvard Sand Gimming, Frikk Lien Villard, Oscar Bergaard, Ludvik Haug | Der Nummer-eins-Hit aus Schweden wird nach einem halben Jahr mit Beteiligung des norwegischen Electronic-Trios Golfklubb auch im Nachbarland ein Tophit. |
| 13. Woche 1 Woche (insgesamt 4) | 4                                      | Benson Boone                                                    | Beautiful Things Benson James Boone, Evan Robert Eliiot Blair, Jackson Lafrantz Larsen | – |
| 14.–16. Woche 3 Wochen | 3                                      | Søte og Rare Gutter feat. Mannschaft                            | Bærum Bitches (Mannschaft) Gunnar Stokke Kjeldsen, Mikael Foss Andersen | – |
| 17. Woche 1 Woche | 1                                      | Hozier                                                          | Too Sweet Stuart Daniel Johnson, Daniel Nathan Krieger, Daniel Tannenbaum, Sergiu Adrian Gherman, Peter C. Gonzales, Andrew John Hozier-Byrne, Tyler Reese Mehlenbacher                                                                     | – |
| 18. Woche 1 Woche | 1                                      | Undergrunn                                                      | Tenke sjæl Gabriel Doria, Jo Almaas Marstein, Jon Ranes, Marcos de Medina-Rosales Haugestad, Sverre Skogheim Gudmestad, Patrick Bakkeng, Trond-Viggo Torgersen, George Keller                                                               | – |
| 19. Woche 1 Woche (insgesamt 3) | 3                                      | Shaboozey                                                       | A Bar Song (Tipsy) Chibueze Collins Obinna, Nevin Sastry, Sean Cook, Jerrel C. Jones, Joe Anthony Kent, Mark Allen Williams | – |
| 20. Woche 1 Woche | 1                                      | Post Malone feat. Morgan Wallen                                 | I Had Some Help Austin Richard Post, Louis Russell Bell, Ashley Glenn Gorley, Jonathan Joseph Hoskins, Ernest Keith Smith, Ryan Vojtesak, Morgan Cole Wallen, Chandler Paul Walters                                                         | – |
| 21.–22. Woche 2 Wochen (insgesamt 3) | 3                                      | Shaboozey                                                       | A Bar Song (Tipsy) Chibueze Collins Obinna, Nevin Sastry, Sean Cook, Jerrel C. Jones, Joe Anthony Kent, Mark Allen Williams | – |
| 23.–24. Woche 2 Wochen | 2                                      | Eminem                                                          | Houdini Anne Jennifer Dudley, Jeffrey Irwin Bass, Kevin Dean Bell, Malcolm Robert Andrew McLaren, Marshall Bruce Mathers III, Steven Haworth Miller, Trevor Charles Horn                                                                    | – |
| 25. Woche 1 Woche | 1                                      | Sabrina Carpenter                                               | Please Please Please Amy Rose Allen, Jack Michael Antonoff, Sabrina Annlynn Carpenter | – |
| 26.–30. Woche 5 Wochen | 5                                      | Rakkere                                                         | 24/7 Henriette Sandberg Motzfeldt, Anne Catharina Stoltenberg, Maxwell Jackson Ravitz, Edward John Russell, Thomas Benson Russell | – |
| 31.–33. Woche 3 Wochen | 3                                      | Ballinciaga                                                     | Sigg Mikkel Brunvatne Henriksen, Thomas Alexander Strandskogen, Victor Karlsen Klæbo | – |
| 34.–35. Woche 2 Wochen | 2                                      | Annika                                                          | Så længe jeg er sexy Annika Wedderkopp, Samuel Ledet Olsen | – |
| 36. Woche 1 Woche (insgesamt 6) | 6                                      | Lady Gaga & Bruno Mars                                          | Die with a Smile Andrew Wotman, Dernst Emile, James Edward Fauntleroy II, Stefani Joanne Angelina Germanotta, Peter Gene Hernandez | – |
| 37. Woche 1 Woche | 1                                      | Stig Brenner & Arif Murakami                                    | Let’s Go Hampus Alexander Bergh, Stig Joar Haugen, Arif Nassor Salum, Benjamin Folkvord Pedersen | – |
| 38.–42. Woche 5 Wochen (insgesamt 6) | 6                                      | Lady Gaga & Bruno Mars                                          | Die with a Smile Andrew Wotman, Dernst Emile, James Edward Fauntleroy II, Stefani Joanne Angelina Germanotta, Peter Gene Hernandez | – |
| 43. Woche 1 Woche | 1                                      | Golfklubb feat. Dizzy (prod. Philippe)                          | Sees igjen Hallvard Sand Gimming, Frikk Lien Villard, Oscar Berggaard, Ludvik Haug, Salieu Eriksson Mbye, Phillip Dadzie | – |
| 44.–46. Woche 3 Wochen | 3                                      | Marstein feat. Annika                                           | Sammen Annika Wedderkopp, Håkon Brevig Ingvaldsen, Jo Almaas Marstein, Omar Mohammed Ahmed | – |
| 47.–48. Woche 2 Wochen | 2                                      | Delara                                                          | Siste dans Synne Vorkinn, Sindre Hotvedt, Jane Kelly, Thomas Meyer Kongshavn, Amanda Delara Nikman | – |
| 49.–52. Woche 4 Wochen (insgesamt 15) | 15                                     | Sia                                                             | Snowman Sia Kate Furler, Gregory Allen Kurstin | – |

## Alben
| ← 2023 ← | Liste der Nummer-eins-Hits in Norwegen | Liste der Nummer-eins-Hits in Norwegen | Liste der Nummer-eins-Hits in Norwegen         | 2025 →                    |
| \| Zeitraum \| Wo. ges. \| Interpret \| Titel \| Zusätzliche Informationen \| \| (Zeitraum, Wochen auf Platz eins, Interpret, Titel, zusätzliche Informationen) \| \| \| \| \| \| ------------------------------------------------------------------------------ \| -------- \| -------------------------- \| ---------------------------------------------- \| ------------------------- \| \| 1.–2. Woche 2 Wochen (insgesamt 21) \| 21 \| Undergrunn \| Egoland \| – \| \| 3. Woche 1 Woche \| 1 \| 21 Savage \| American Dream \| – \| \| 4. Woche 1 Woche (insgesamt 3) \| 3 \| Taylor Swift \| 1989 (Taylor’s Version) \| – \| \| 5.–6. Woche 2 Wochen \| 2 \| DJ MøMø \| DJ MøMø presenterer: Bukkene Bruse på badeland \| – \| \| 7.–10. Woche 4 Wochen \| 4 \| Kanye West & Ty Dolla Sign \| Vultures 1 \| – \| \| 11.–12. Woche 2 Wochen \| 2 \| Ariana Grande \| Eternal Sunshine \| – \| \| 13. Woche 1 Woche \| 1 \| Future & Metro Boomin \| We Don’t Trust You \| – \| \| 14. Woche 1 Woche \| 1 \| Beyoncé \| Cowboy Carter \| – \| \| 15.–16. Woche 2 Wochen \| 2 \| Benson Boone \| Fireworks & Rollerblades \| – \| \| 17.–20. Woche 4 Wochen \| 4 \| Taylor Swift \| The Tortured Poets Department: The Anthology \| – \| \| 21.–25. Woche 5 Wochen (insgesamt 11) \| 11 \| Billie Eilish \| Hit Me Hard and Soft \| – \| \| 26. Woche 1 Woche \| 1 \| Kygo \| Kygo \| – \| \| 27.–28. Woche 2 Wochen (insgesamt 11) \| 11 \| Billie Eilish \| Hit Me Hard and Soft \| – \| \| 29.–30. Woche 2 Wochen \| 2 \| Eminem \| The Death of Slim Shady (Coup de Grâce) \| – \| \| 31.–33. Woche 3 Wochen (insgesamt 11) \| 11 \| Billie Eilish \| Hit Me Hard and Soft \| – \| \| 34. Woche 1 Woche \| 1 \| Post Malone \| F-1 Trillion \| – \| \| 35.–40. Woche 6 Wochen (insgesamt 15) \| 15 \| Sabrina Carpenter \| Short n’ Sweet \| – \| \| 41. Woche 1 Woche \| 1 \| Coldplay \| Moon Music \| – \| \| 42.–43. Woche 2 Wochen (insgesamt 15) \| 15 \| Sabrina Carpenter \| Short n’ Sweet \| – \| \| 44.–47. Woche 4 Wochen (insgesamt 6) \| 6 \| Marstein \| Frihet i lenker \| – \| \| 48. Woche 1 Woche \| 1 \| Kendrick Lamar \| GNX \| – \| \| 49.–52. Woche 4 Wochen (insgesamt 16) \| 16 \| Michael Bublé \| Christmas \| – \| |                                        |                                        |                                                |                           |
| ← 2023 |                                        |                                        |                                                | → 2025 →                  |
| Zeitraum | Wo. ges.                               | Interpret                              | Titel                                          | Zusätzliche Informationen |
| (Zeitraum, Wochen auf Platz eins, Interpret, Titel, zusätzliche Informationen) |                                        |                                        |                                                |                           |
| 1.–2. Woche 2 Wochen (insgesamt 21) | 21                                     | Undergrunn                             | Egoland                                        | –                         |
| 3. Woche 1 Woche | 1                                      | 21 Savage                              | American Dream                                 | –                         |
| 4. Woche 1 Woche (insgesamt 3) | 3                                      | Taylor Swift                           | 1989 (Taylor’s Version)                        | –                         |
| 5.–6. Woche 2 Wochen | 2                                      | DJ MøMø                                | DJ MøMø presenterer: Bukkene Bruse på badeland | –                         |
| 7.–10. Woche 4 Wochen | 4                                      | Kanye West & Ty Dolla Sign             | Vultures 1                                     | –                         |
| 11.–12. Woche 2 Wochen | 2                                      | Ariana Grande                          | Eternal Sunshine                               | –                         |
| 13. Woche 1 Woche | 1                                      | Future & Metro Boomin                  | We Don’t Trust You                             | –                         |
| 14. Woche 1 Woche | 1                                      | Beyoncé                                | Cowboy Carter                                  | –                         |
| 15.–16. Woche 2 Wochen | 2                                      | Benson Boone                           | Fireworks & Rollerblades                       | –                         |
| 17.–20. Woche 4 Wochen | 4                                      | Taylor Swift                           | The Tortured Poets Department: The Anthology   | –                         |
| 21.–25. Woche 5 Wochen (insgesamt 11) | 11                                     | Billie Eilish                          | Hit Me Hard and Soft                           | –                         |
| 26. Woche 1 Woche | 1                                      | Kygo                                   | Kygo                                           | –                         |
| 27.–28. Woche 2 Wochen (insgesamt 11) | 11                                     | Billie Eilish                          | Hit Me Hard and Soft                           | –                         |
| 29.–30. Woche 2 Wochen | 2                                      | Eminem                                 | The Death of Slim Shady (Coup de Grâce)        | –                         |
| 31.–33. Woche 3 Wochen (insgesamt 11) | 11                                     | Billie Eilish                          | Hit Me Hard and Soft                           | –                         |
| 34. Woche 1 Woche | 1                                      | Post Malone                            | F-1 Trillion                                   | –                         |
| 35.–40. Woche 6 Wochen (insgesamt 15) | 15                                     | Sabrina Carpenter                      | Short n’ Sweet                                 | –                         |
| 41. Woche 1 Woche | 1                                      | Coldplay                               | Moon Music                                     | –                         |
| 42.–43. Woche 2 Wochen (insgesamt 15) | 15                                     | Sabrina Carpenter                      | Short n’ Sweet                                 | –                         |
| 44.–47. Woche 4 Wochen (insgesamt 6) | 6                                      | Marstein                               | Frihet i lenker                                | –                         |
| 48. Woche 1 Woche | 1                                      | Kendrick Lamar                         | GNX                                            | –                         |
| 49.–52. Woche 4 Wochen (insgesamt 16) | 16                                     | Michael Bublé                          | Christmas                                      | –                         |